# Alte St.-Laurentius-Kirche (Rösenbeck)
Die  Alte St.-Laurentius-Kirche war eine katholische Kirche in Rösenbeck. 
Die Mönche des Klosters Bredelar wurden mit Grund und Lehensleuten in Rösenbeck belehnt. Auf diesem Grund bauten sie im 13. Jahrhundert eine einfache gotische Kirche. Sie wurde dem  heiligen Laurentius geweiht.
Die Seelsorge übernahmen Leutpriester und die Mönche. Etliche Messstiftungen sorgten für die finanzielle Ausstattung. Kölner Visitatoren verboten 1716 die Feier von Gottesdiensten, weil das Kirchengebäude vollkommen heruntergekommen war, bis es renoviert würde. Die letzte Renovierung erfolgte 1781. Ein Stellmacher W. Baumann kaufte das dann marode Bauwerk im Jahre 1856; mit den noch zu gebrauchenden Bauteilen erweiterte er seine Werkstatt und sein Haus.
Von der Ausstattung der Kirche waren ein Kelch aus dem Jahre 1610, ein frühbarockes Kreuz und eine Glocke erhalten, die im Ersten Weltkrieg eingeschmolzen wurde.
Die neue St.-Laurentius-Kirche wurde 1854 an anderer Stelle eingeweiht. 